# Chilomys neisi
Chilomys neisi — вид мишоподібних гризунів із родини хом'якових (Cricetidae).

## Етимологія
Вид названо на честь Нейсі Дахомеса Баррери (ісп. Neisi Dajomes Barrera), еквадорської важкоатлетки, яка народилася в провінції Пастаса; золота призерка Олімпійських ігор з Еквадору.

## Біоморфологічна характеристика
Довга носова кістка ≈ 8.4–8.8 мм; вилична пластинка пряма; М1 без передньосереднього згину; M1–M2 з невиразним мезолофом; М2 із звуженим гіпофлексусом (по ширині схожий на мезофлексус); m1 без передньосереднього згину; гемові дуги відсутні.
Довжина головий тулуба 95–100 мм. Волосяний покрив на спині темно-нейтрального сірого (колір 299) забарвлення; коротке волосся (середня довжина на спині = 6.5 мм) з темно-нейтрально-сірою (колір 299) основою та оливково-коричневими (колір 278) кінчиками. Темно-нейтральна сіра (колір 299) черевна шерсть з волосками (середня довжина = 6.5 мм) з блідо-нейтрально-сірими (колір 297) основою та димчасто-сірими (колір 266) кінчиками. Періокулярне кільце чорного кольору (колір 300). Вусові вібриси довгі, товсті біля основи і тонкі до верхівки. Вуха зовні вкриті короткими димчасто-сірими (колір 266) волосками, з темно-нейтрально-сірою (колір 299) внутрішньою поверхнею і блідо-нейтрально-сірим (колір 296) краєм.

## Середовище проживання
Типова місцевість: Еквадор, провінція Ель-Оро, кантон Чілла, Ашігшо (висота 2539 м). Екосистема відповідає гірському лісу, для якого характерні дерева з великою кількістю орхідей, папоротей, бромелієвих.